# Папужка чорноголовий
Папужка чорноголовий (Psephotellus dissimilis) — вид папугоподібних птахів родини Psittaculidae. Ендемік Австралії.

## Поширення
Вид поширений у Північній території Австралії. Його історичний ареал простягався приблизно від Пайн-Крік на заході до річки Мак-Артур на сході та островів Мелвілл, Баньян і Батерст. Однак його ареал скоротився, і його не бачили на річці Мак-Артур з 1913 року, він був обмежений материком з 1950-х років і зараз відсутній на північній прибережній рівнині на схід від річки Саут-Алігатор. Населяє відкриту деревну савану та рідкісні лісові луки з великою часткою термітників.

## Опис
Птах має довжину приблизно 26 см і масу тіла 50-60 г. Самці мають чорне забарвлення на маківці, лобі і недоуздках. Частина голови під очима, шия, груди і живіт бірюзово-блакитні. Круп синьо-зелений, а підхвістя червоно-оранжеве. Крила темно-коричневі з яскраво вираженою жовтою плямою. Хвіст зелений з біло-блакитним кінчиком. Дзьоб сірий, а очі карі. Самиці зеленіші, лоб і верх голови сіро-бурі. Підхвістя рожево-сіре.

## Спосіб життя
Трапляються парами або невеликими групами. Поза періодом розмноження вони збираються групами до 100 особин у місцях, де є їжа. У спекотні дні ховаються між листям. Харчуються насінням багаторічних трав, рідше однорічних трав і трав'янистих рослин. Період розмноження триває з кінця січня до середини квітня. Гніздяться в термітниках. Самиця відкладає 4–6 яєць. Насиджування триває 19 днів, молодняк стає самостійним через 5 тижнів.